# Hänsel und Gretel (2013)
Hänsel und Gretel (Originaltitel Hansel & Gretel) ist ein US-amerikanischer Horrorfilm von Anthony C. Ferrante aus dem Jahr 2013. Produziert wurde der Film von The Asylum. Obwohl damit beworben, hat der Film nur wenig mit der literarischen Vorlage der Brüder Grimm zu tun. 2015 folgte die Fortsetzung Hänsel vs. Gretel.

## Handlung
In der Eröffnungsszene des Films flüchtet eine Frau aus einem Kerker, gerät aber bei ihrer Flucht in ein tiefes Fallloch, wobei sie sich das Bein bricht. Als sie gefunden und wieder in den Kerker gebracht wird, wird sie bei lebendigem Leib in einem Ofen geröstet.
Gretel Grimm, die in der Konditorei The Gingerbread House arbeitet, veranstaltet in der Lokalität nach Feierabend ein privates Familienessen für ihren Zwillingsbruder Hänsel, ihren verwitweten Vater Brandon und dessen Freundin Ruby Lumiers. Beim Essen gibt Brandon seinen Entschluss bekannt, Ruby zu heiraten, das Haus zu verkaufen und mit ihr die Welt zu bereisen. Hänsel, dem diese Entscheidung gar nicht passt, rennt daraufhin wutentbrannt in den nahegelegenen Wald. Seine Schwester folgt ihm und findet ihn schließlich in einer Bärenfalle. In der Nähe befindet sich außerdem eine Hütte. Als Gretel dort an die Tür klopft, öffnet zu ihrer Überraschung Lilith, Inhaberin der Konditorei, in der Gretel arbeitet. Sie lädt die beiden jungen Leute zu sich ein und Gretel bemerkt die alten Familienfotos. Nach Speise und Trank fallen beide in einen tiefen Schlaf. Als Gretel morgens erwacht, sitzt Lilith an ihrem Bett und teilt ihr mit, dass eine Nachbarin mit Hänsel aufgrund dessen Verletzungen in ein Krankenhaus gefahren ist.
Hänsel wacht zusammen mit drei anderen jungen Leuten, Kevin, Dana und Jane, in einem Kerker auf. Sie alle sind an den Wänden angekettet. Zwei Männer bringen ein Tablett voller Kuchen und Gebäck herein und ziehen Dana mit sich, als sie die Zellen wieder verlassen. Wenig später wird sie auf einem Spieß gebraten. Gretel wird von Lilith die Kaufurkunde für das Lebkuchenhaus angeboten und ihr wird mitgeteilt, dass Lilith außerdem beabsichtigt, ihr das The Gingerbread House zu überlassen. Als Gretel zustimmt, reißt Lilith ihr scheinbar versehentlich die Urkunde aus der Hand und verpasst Gretel einen Scherenschnitt. Ein Tropfen ihres Blutes fällt dabei auf die Urkunde, wodurch die geforderte Unterschrift aus Blut eingeholt wurde. Gretel bemerkt wenig später einen blutigen Fingernagel auf dem Boden und findet eine Falltür zu einem unterirdischen Verlies. Als sie diese öffnet, hört sich die Hilferufe ihres Bruders.
Am Abend stellen sich die zwei Männer namens John und Bobby als Söhne von Lilith vor. Zum Abendessen soll die junge Frau serviert werden. Gretel ersticht Bobby mit ihrem Messer, woraufhin Lilith sie in den Kerker wirft. Der noch am Leben gebliebene Sohn holt die zweite Frau Jane aus dem Verließt, um sie zum Essen vorzubereiten, doch Hänsel schafft es, sich zu befreien. Er befreit auch die anderen Insassen und gemeinsam mit Gretel beschließt er, Jane zu retten. Kevin, der alleine versuchte zu flüchten, kommt später auf der Autobahn ums Leben. Als sie es tatsächlich schaffen, wird ins Verließ halluzinogenes Gas gefüllt, worauf die drei schreckliche Halluzinationen erleiden. Währenddessen informiert Brandon den ortsansässigen Sheriff über das Verschwinden seiner Kinder. Brandon und Ruby durchsuchen den Wald und finden schließlich Liliths Hütte und ihr Auto. Diese attackiert die beiden mit einer Heugabel und tötet Ruby. Hänsel und Gretel schaffen es schließlich aus dem Gefängnis, doch in der Folge wird Jane von John ermordet. Sheriff Woody Meckes erschießt daraufhin John, ehe er selbst von Lilith getötet wird. Lilith stellt die beiden Zwillinge und gibt Gretel erneut die Chance, sich ihr anzuschließen. Als Antwort rammt sie ihr Rubys silberne Kreuzkette ins Gesicht. Die beiden Geschwister locken Lilith in den Ofen und fangen sie ein, bevor sie es merkt. Gretel schaltet den Ofen ein und verbrennt Lilith bei lebendigem Leib. Kurz darauf fängt das Gas an zu explodieren und zerstört das ganze Gebäude. Später erfährt man, dass Brandon im Krankenhaus liegt und seine Wunden auskuriert und Gretel neue Inhaberin des The Gingerbread House ist. In der Endszene beißt sie bedrohlich lächelnd in eine Fleischpastete.

## Hintergrund
Der Film ist ein Mockbuster zu Hänsel und Gretel: Hexenjäger aus demselben Jahr. Er erschien am 8. Januar 2013. Die deutsche Fassung ist etwa drei Minuten kürzer als die Originalfassung. Der Film erschien in Deutschland auch unter dem Langtitel Hänsel und Gretel – Ein Märchen wird zur blutigen Wahrheit und gab in Deutschland seine Fernseherstausstrahlung am 3. Januar 2015 auf Tele 5.
Regisseur Anthony C. Ferrante bat Dee Wallace persönlich, an der Produktion teilzunehmen, und fühlte sich von ihrer Figur angezogen, weil sie mehr als nur eine stereotype Hexe war. Wallace fand die Schießerei anstrengend. Abgesehen von Problemen mit dem Budget und zeitlichen Beschränkungen stiegen die Temperaturen auf 37 Grad Celsius und es gab keine Klimaanlage. Wallace machte all ihre Stunts selber.

## Rezeption
„Schlichte, auf grelle Effekte zielende Erwachsenen-Variante des bekannten Märchens, die die Fließbandproduktionsfirma Asylum im Schlepptau von ‚Hänsel und Gretel: Hexenjäger‘ herausbrachte. Darstellerisch und dramaturgisch auf geradezu unterirdischem Niveau.“

„Billig, blutig und nicht mal unfreiwillig komisch.“

Scott Foy von Dread Central bewertet den Film mit 3/5 Sternen und nannte ihn „einen völlig okayen Horrorfilm“, nachdem er in einem früheren Artikel ein irreführendes Zitat seiner Kommentare gesehen hatte, das als Werbetext verwendet wurde. Mark L. Miller von AICN schrieb, dass der Film „ein paar lohnenswerte und kreative Szenen voller Grusel und Blut“ enthalte, aber häufig in langweiligen Folterporno verfalle. Dave Pace von Fangoria bewertete den Film mit 2/4 Sternen und nannte ihn „einen guten Abend voller Unterhaltung“, dem es abgesehen von einer schockierenden und fantasievollen Halluzinationsszene an Ehrgeiz mangelt. Rod Lott von der Oklahoma Gazette schrieb, es sei „technisch gesehen immer noch ein schlechter Film, aber weit über dem üblichen Dreck-Niveau des Labels.“
Auf Rotten Tomatoes hat der Film einen Anteil positiver Zuschauerwertungen von 16 % bei über 100 Bewertungen. In der Internet Movie Database hat der Film bei über 3.000 Stimmenabgaben eine Wertung von 2,9 von 10,0 möglichen Sternen (Stand: Juli 2023).